# スワン電器

スワン電器株式会社は照明器具や家電製品を設計・製造・販売するメーカー。 EXARMブランドでデスクライトを展開。最近ではインテリア雑貨向けの照明や工事用・工場用LED電球も手掛けている。本社所在地は千葉県柏市。

## 概要
1968年創業のライティングメーカー。アメリカイリノイ州シカゴに「スワンライト」の輸出をした事からはじまる。「よりシンプルに、より機能性の高いモノを」をコンセプトに、その機能美を追求した製品は、建築などインダストリアル・デザイナーから多くの支持を得ている。 